# قلعه پانینگبی

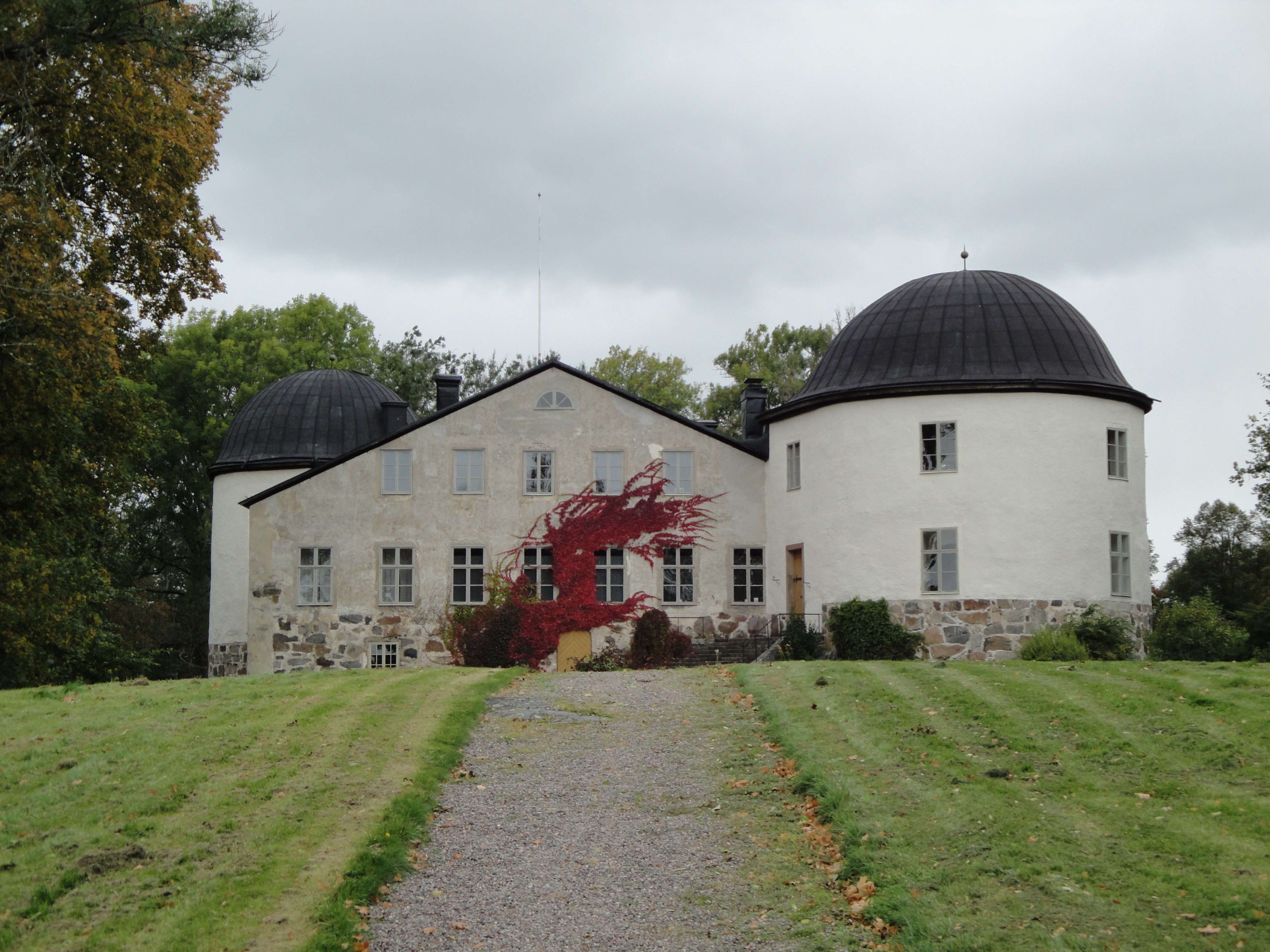
فضای مقابل قلعه

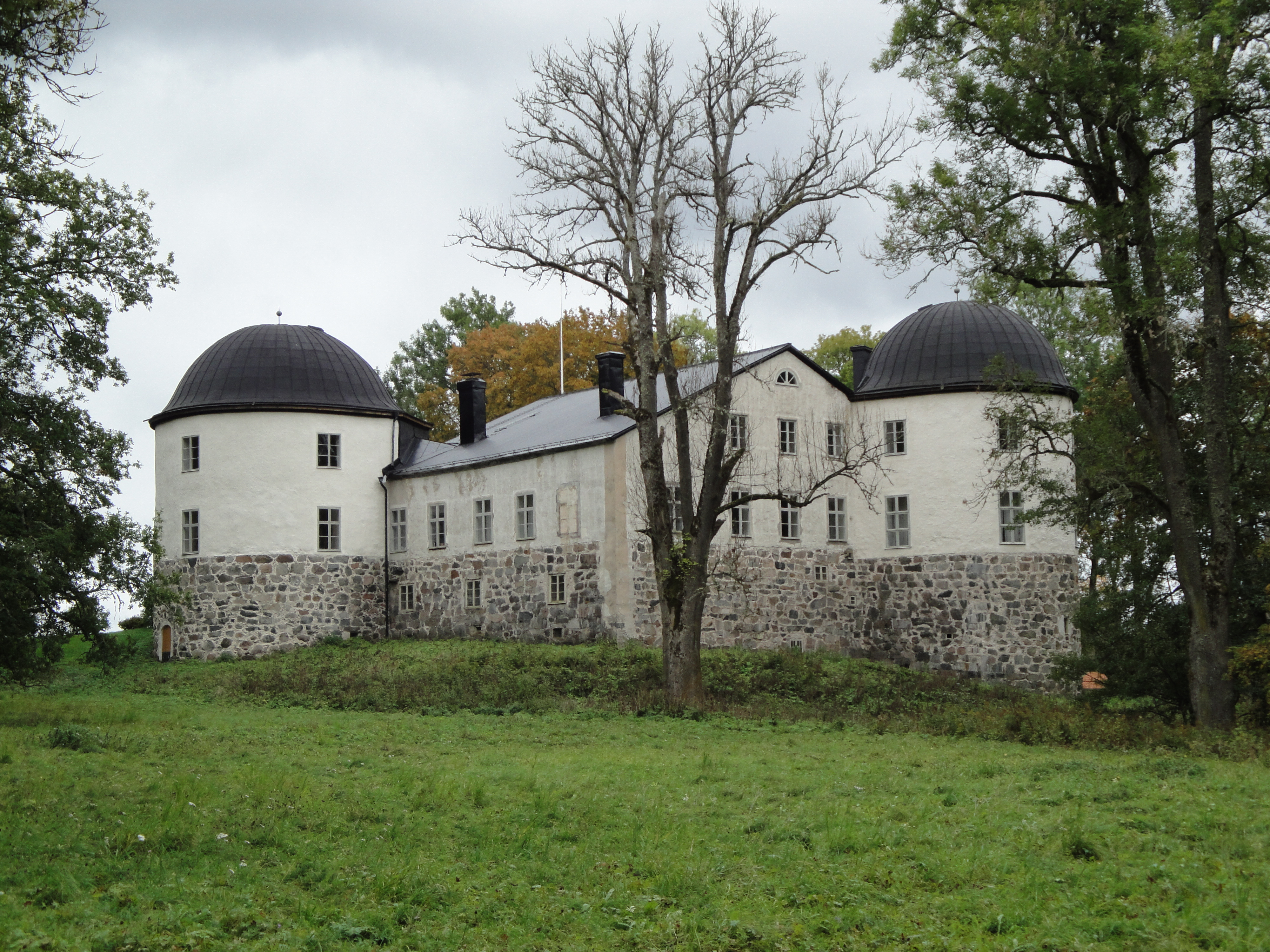
فضای پشت قلعه

قلعه پانینگبی (به سوئدی: Penningby slott) قلعه‌ای خصوصی متعلق به دوران قرون وسطی است که در اوپلاند و در ۷۰ کیلومتری شمال استکهلم سوئد قرار دارد.